# Dynamo Kiew
Der FK Dynamo Kiew (ukrainisch ФК Динамо Київ FK Dynamo Kyjiw) ist ein ukrainischer Fußballverein aus Kiew, der Hauptstadt des Landes.
Der Club gewann 17 ukrainische Meistertitel, ist dreizehnfacher sowjetischer Meister, 13-maliger ukrainischer Pokalsieger, neunmaliger sowjetischer Pokalgewinner und konnte zweimal den Gewinn des Europapokals der Pokalsieger feiern. Er ist damit der erfolgreichste Fußballverein der Ukraine.

## Geschichte

### Sowjetunion
Dynamo Kiew wurde am 13. Mai 1927 von Sergei Barminski und Nikolai Channikow gegründet. Das erste registrierte Spiel des Vereines war am 17. Juli 1928 gegen Dynamo Odessa (2:2). 1936 war Dynamo Gründungsmitglied der Gesamtsowjetischen Liga, der Club blieb als eine von nur zwei Mannschaften, neben Dynamo Moskau, seit 1936 – mit Ausnahme der Unterbrechung des Spielbetriebs während des Großen Vaterländischen Krieges – stets in der jeweils höchsten sowjetischen Spielklasse und stieg nie ab.
Unter der deutschen Besatzung Kiews kam es angeblich am 9. August 1942 zum sogenannten Todesspiel. Eine Auswahl von ukrainischen Spielern, darunter acht Spieler Dynamo Kiews, spielte gegen eine Flakelf der deutschen Wehrmacht und gewann das Spiel mit 5:3. Eine Woche darauf wurden acht der ukrainischen Spieler von der Gestapo verhaftet, im Gefängnis soll einer von ihnen gestorben sein. Die restlichen sieben sollen ins KZ Syrez gebracht worden sein, wo drei von ihnen erschossen wurden. Die Vorfälle sind nicht restlos geklärt (siehe Todeself), das Spiel nimmt in der Historie Dynamos dennoch einen zentralen Platz ein; unter anderem stehen vor dem Stadion drei Skulpturen zur Erinnerung daran.
1954 gewann Dynamo Kiew als erste nicht-Moskauer Mannschaft den sowjetischen Fußballpokal. In der Saison 1961 folgte der erste Meistertitel. Von 1966 bis 1968 folgten drei weitere Titelgewinne in der sowjetischen Liga in Folge.
Der frühere Star Walerij Lobanowskyj kehrte 1974 als Trainer zu seinem Klub zurück und war für zwei weitere Meisterschaften in den Spielzeiten 1974 und 1978 verantwortlich. Daneben gewann der Verein 1975 den ersten Europapokal für eine sowjetische Mannschaft, im Finale des Europapokals der Pokalsieger wurde Ferencvárosi TC mit 3:0 geschlagen. Im anschließenden Duell um den europäischen Supercup setzte sich Dynamo gegen den FC Bayern München durch.
In den 1980er Jahren folgten vier weitere gewonnene Meisterschaften, drei nationale Pokale und im Jahre 1986 ein weiterer Triumph im Pokal der Pokalsieger, als in Lyon vor 50.000 Zuschauern nach einer überragenden Vorstellung der spanische Vertreter Atlético Madrid klar mit 3:0 im Endspiel besiegt wurde.
Dynamo Kiew ist mit dreizehn gewonnenen Meisterschaften der erfolgreichste und einer der bekanntesten Fußballvereine der ehemaligen Sowjetunion. Außerdem stellte Dynamo Kiew zahlreiche Spieler der sowjetischen Auswahlmannschaft. Höhepunkt waren die Jahre 1986–1988: Zunächst schossen bei der Fußball-Weltmeisterschaft 1986 in Mexiko neun Dynamospieler die UdSSR zu einem 6:0-Sieg über Ungarn; zwei Jahre später bei der Fußball-Europameisterschaft 1988 in Deutschland scheiterte die Elf um Oleksandr Sawarow und Wassili Raz erst im Finale an den Niederlanden. Auch heute ist Dynamo Kiew einer der wenigen osteuropäischen Fußballvereine, die überregionale Bekanntheit und Popularität vorweisen können.
In der ewigen Tabelle der sowjetischen Liga belegt Dynamo Kiew mit 2306 erzielten Toren und 681 gewonnenen Spielen den zweiten Platz hinter Spartak Moskau.

### Ukraine
Im Jahre 1992, nach dem Zerfall der Sowjetunion und anschließender Unabhängigkeit der Ukraine, war Dynamo Kiew einer der Gründungsmitglieder der ukrainischen Wyschtscha Liha und gehört zu den zwei Mannschaften, neben Schachtar Donezk, die noch nie aus der ukrainischen Eliteklasse abgestiegen sind. In der ersten Auflage der ukrainischen Meisterschaft belegte Dynamo nur den zweiten Platz, als im Entscheidungsspiel, das in Lwiw auf neutralem Boden stattgefunden hatte, die Mannschaft der Tawrija Simferopol mit 0:1 unterlegen war, gewann aber die folgenden neun Meisterschaften in Folge. Neben dem zum Verein zurückgekehrten Startrainer Walerij Lobanowskyj waren vor allem die genialen Stürmer Serhij Rebrow und Andrij Schewtschenko für diese Erfolgsserie verantwortlich. 1998 zog das Team aus Kiew ins Viertelfinale der UEFA Champions League ein, im folgenden Jahr war sogar erst im Halbfinale Endstation. Ebenso stellte Dynamo Kiew in der Saison 1998/99 mit Andrij Schewtschenko und 1999/00 mit Serhij Rebrow den Torschützenkönig der UEFA Champions League.
Während die beiden Topstürmer den Verein Richtung Ausland verließen, starb Walerij Lobanowskyj im Jahr 2002. Sein Assistent Oleksij Mychajlytschenko übernahm den Cheftrainerposten, konnte aber nicht verhindern, dass Dynamos Hegemonie vom Schachtar Donezk beendet wurde. Dynamo Kiew holte erst in den Jahren 2003 und 2004 wieder zwei Meistertitel. In den Jahren 2007 und 2009 konnte das Team diese Erfolge wiederholen. Ebenfalls 2009 zog die Mannschaft unter dem russischen Trainer Juri Sjomin ins Halbfinale des UEFA-Pokals ein, unterlag dort aber ausgerechnet dem Landesrivalen aus Donezk. Der neu verpflichtete russische Cheftrainer Waleri Gassajew konnte anschließend nicht verhindern, dass der Klub aus Kiew in der Saison 2009/10 der UEFA Champions League Gruppenletzter wurde.
In der Saison 2012/13 war Dynamo Kiew der Einzug in die Gruppenphase der UEFA Champions League gelungen. In der Play-off-Runde genügte dazu nach einem 3:1-Hinspielsieg beim deutschen Vertreter Borussia Mönchengladbach im Rückspiel eine 1:2-Heimniederlage. In der Gruppenphase der UEFA Champions League erkämpfte die Mannschaft hinter Paris Saint-Germain sowie FC Porto und vor Dinamo Zagreb den dritten Rang und spielte somit in der UEFA Europa League 2012/13 weiter, wo sie im Sechzehntelfinale Girondins Bordeaux unterlegen war. In derselben Spielzeit musste Dynamo Kiew sowohl den Dauerrivalen aus Donezk als auch Metalist Charkiw in der Premjer-Liha vorbeiziehen lassen und belegte den enttäuschenden dritten Rang.
Nach dem Erfolg gegen den FK Aqtöbe in der Playoff-Runde erreichte Dynamo die Gruppenphase der Europa League 2013/14. Sie belegten in ihrer Gruppe den zweiten Platz und qualifizierten sich damit für die K.-o.-Runde, wo sie auf den FC Valencia trafen. Aufgrund der Revolution des Euromaidan fand das Hinspiel auf Zypern in Nikosia statt und ging mit 0:2 verloren. Nach dem anschließenden Unentschieden in Valencia musste Dynamo aus dem weiteren Wettbewerb ausscheiden. Wegen enttäuschenden Leistungen der Mannschaft in der Premjer-Liha 2013/14 wurde während der laufenden Spielzeit Oleh Blochin als Cheftrainer entlassen. Trotzdem erreichte Dynamo am Ende der Saison nur den vierten Tabellenplatz, der die schlechteste Platzierung der Vereinsgeschichte darstellt.
In der Saison 2014/15 kehrte Dynamo zurück an die Spitze der Ukraine, bereits zwei Spieltage vor Schluss sicherte man sich die erste Meisterschaft nach 6 Jahren und die vierzehnte insgesamt.
Zu den bekanntesten Spielern des Klubs gehören Oleh Blochin (Europas Fußballer des Jahres 1975), Ihor Bjelanow (Europas Fußballer des Jahres 1986), Andrij Schewtschenko (Europas Fußballer des Jahres 2004) und Oleksandr Schowkowskyj.

### Vereinswappen
Das Vereinswappen zeigt den Buchstaben „D“ als Schreibschriftversion des kyrillischen Buchstabens „Д“ für „Динамо“.

1945–1978
1978–1989
1989–1992
1996–2011 (Von 2006 bis 2009 verwendet mit einem aufgesetzten Stern, 2009–2011 mit zwei Sternen)
Seit 2011

## Erfolge und Statistiken

### Meisterschaftserfolge
- Sowjetischer Meister (13×): 1961, 1966, 1967, 1968, 1971, 1974, 1975, 1977, 1980, 1981, 1985, 1986, 1990
- Ukrainischer Meister (17×): 1992/93, 1993/94, 1994/95, 1995/96, 1996/97, 1997/98, 1998/99, 1999/2000, 2000/01, 2002/03, 2003/04, 2006/07, 2008/09, 2014/15, 2015/16, 2020/21, 2024/25

### Pokalerfolge
- Sowjetischer Pokalsieger (9×): 1954, 1964, 1965/66, 1974, 1978, 1982, 1984/85, 1986/87, 1989/90
- Sowjetischer Supercupsieger (3×): 1980, 1985, 1986
- Ukrainischer Pokalsieger (13×): 1992/93, 1995/96, 1997/98, 1998/99, 1999/2000, 2002/03, 2004/05, 2005/06, 2006/07, 2013/14, 2014/15, 2019/20, 2020/21
- Ukrainischer Supercupsieger (9×): 2004, 2006, 2007, 2009, 2011, 2016, 2018, 2019, 2020

### Internationale Erfolge
- Europapokal der Pokalsieger: 1974/75 und 1985/86
- Europapokal-der-Landesmeister-/UEFA-Champions-League-Halbfinale: 1976/77, 1986/87, 1998/99
- UEFA-Pokal-Halbfinale: 2008/09
- UEFA-Super-Cup-Sieger: 1975
- GUS-Pokalsieger: 1996, 1997, 1998, 2002
- Channel-One-Cup-Sieger: 2008
- Amsterdam-700-Tournament-Sieger: 1986

### Rekordtorschützen
Treffsicherster Angreifer in Diensten von Dynamo Kiew ist Oleh Blochin, der in 432 Spielen für die Mannschaft aus Kiew insgesamt 211 Tore erzielte.
| Platz | Name                  | Tore | Zeitraum             |
| ----- | --------------------- | ---- | -------------------- |
| 1.    | Oleh Blochin          | 211  | 1969–1987            |
| 2.    | Serhij Rebrow         | 113  | 1992–2000, 2005–2008 |
| 3.    | Maksim Shatskix       | 97   | 1999–2008            |
| 4.    | Andrij Schewtschenko  | 84   | 1994–1999, 2009–2012 |
| 5.    | Wiktor Kanewski       | 80   | 1953–1964            |
| 6.    | Wiktor Serebrjannikow | 70   | 1959–1971            |
| 7.    | Wiktor Kolotow        | 62   | 1971–1981            |
| 7.    | Artem Milewskyj       | 62   | 2002–2013            |
| 9.    | Wiktor Leonenko       | 61   | 1992–1998            |
| 10.   | Leonid Burjak         | 56   | 1973–1984            |

Bemerkung: Gezählt wurden nur Ligatreffer. Tore in nationalen und internationalen Pokalwettbewerben wurden nicht mit einbezogen. Stand: Ende der Saison 2011/12.

### Rekordspieler
1987 stellte Oleh Blochin mit 432 absolvierten Partien für Dynamo Kiew den Rekord für die meisten Ligaspiele im Dress von Dynamo auf.
| Platz | Name                   | Einsätze | Zeitraum             |
| ----- | ---------------------- | -------- | -------------------- |
| 1.    | Oleh Blochin           | 432      | 1969–1987            |
| 2.    | Oleksandr Schowkowskyj | 427      | 1993–2016            |
| 3.    | Anatolij Demjanenko    | 347      | 1979–1990, 1992–1993 |
| 4.    | Wolodymyr Weremejew    | 310      | 1968–1982            |
| 5.    | Leonid Burjak          | 304      | 1973–1984            |
| 6.    | Wolodymyr Muntjan      | 302      | 1965–1977            |
| 7.    | Wolodymyr Bessonow     | 277      | 1976–1990            |
| 8.    | Wladyslaw Waschtschuk  | 254      | 1993–2002, 2005–2008 |
| 9.    | Oleh Luschnyj          | 253      | 1989–1999            |
| 10.   | Serhij Rebrow          | 242      | 1992–2000, 2005–2008 |

Bemerkung: Gezählt wurden nur Ligaspiele. Spiele in nationalen und internationalen Pokalwettbewerben wurden nicht mit einbezogen. Stand: Ende der Saison 2012/13.

## Trainer
(unvollständig)
- 1964–1970:  Wiktor Maslow
- 197000000:  Wiktor Terentjew
- 1971–1973:  Alexander Sewidow
- 1973–1982:  Walerij Lobanowskyj
- 198300000:  Juri Morosow
- 1984–1990:  Walerij Lobanowskyj
- 1990–1992:  Anatoli Pusatsch
- 199200000:  József Szabó
- 199300000:  Mychajlo Fomenko
- 199400000:  József Szabó
- 199500000:  Wolodymyr Onyschtschenko
- 199500000:  Mykola Pawlow
- 1995–1996:  József Szabó
- 1997–2002:  Walerij Lobanowskyj
- 2002–2004:  Oleksij Mychajlytschenko
- 2004–2005:  József Szabó
- 200500000:  Leonid Burjak
- 2005–2007:  Anatolij Demjanenko
- 200700000:  József Szabó
- 200700000:  Oleh Luschnyj
- 2008–2009:  Juri Sjomin
- 2009–2010:  Waleri Gassajew
- 201000000:  Oleh Luschnyj
- 2011–2012:  Juri Sjomin
- 2012–2014:  Oleh Blochin
- 2014–2017:  Serhij Rebrow
- 2017–2019:  Aljaksandr Chazkewitsch
- 2019–2020:  Oleksij Mychajlytschenko
- 2020–2023:  Mircea Lucescu
- seit 2023:  Oleksandr Schowkowskyj